# 皮奇尼斯科
41°38′54″N 13°52′01″E / 41.648291°N 13.866845°E
皮奇尼斯科（義大利語：Picinisco），是意大利弗罗西诺内省的一个市镇。总面积62.02平方公里，人口1256人，人口密度20.3人/平方公里（2009年）。ISTAT代码为060050。